# BMW E82
El BMW E82 es la segunda carrocería de la Serie 1 coupé de 2 puertas, su lanzamiento se realizó en el Salón del Automóvil de Ginebra de 2007, pero sus ventas empezaron a finales del 2006; la serie también está disponible en versiones hatchback de 3 puertas(E81) y 5 puertas(E87) y cabriolet de 2 puertas con techo de lona(E88).
Las motorizaciones del mercado europeo inician desde un diesel de 2.0L con emisiones de CO2 menores a 140g/km, hasta un motor a gasolina de 306hp de 3.0L, el mercado estadounidense solo maneja los modelos 128i y 135i de 3.0L ambos; los modelos 120d y 123d forman parte de los 22 modelos que BMW presentó en el 2008 que emiten menos de 140g/km e CO2

## Motorizaciones
Las motorizaciones de la Serie 1 son las siguientes, la versión 128i solo está disponible en el mercado estadounidense:
GASOLINA: 
- (2007-2013)N52B30 125i
- (2006-2013)N52B30 128i
- (2007-2013)N51B30 128i
- (2007-2010)N54B30 135i (300 hp mercado estadounidense, 306 hp mercado europeo; 220 g/km de CO2)
- (2009-2013)N46B20 120i (170 hp)
- (2010-2013)N55B30 135i (225 kW (306 hp)/ 5,800/min; 198 g/km de CO2)
- (2011-2013)N54B30 M Coupe (250 kW (340 hp)/ 5,900/min; 224 g/km de CO2)

DIESEL:
- (2009-2013)N47D20 118d (105 kW (143 hp)/ 4000/min; 119 g/km de CO2)
- (2006-2013)N47D20 120d (130 kW (177 hp)/ 4000/min;128 g/km de CO2)
- (2006-2013)N47D20 123d (150 kW (204 hp)/ 4400/min;138 g/km de CO2)